# The Lovecats
«The Lovecats» es el décimo sencillo editado por la banda británica The Cure. Lanzado como sencillo independiente, tanto la canción que da título al sencillo como el lado B "Speak My Language" serían posteriormente incluidos en el álbum recopilatorio de sencillos Japanese Whispers.
El sencillo fue el primero de la banda en llegar al "Top 10" en la UK Singles Chart de Reino Unido, alcanzando la séptima plaza y convirtiéndose en el mayor éxito de The Cure hasta ese momento. También alcanzó el número 6 en Australia y el 15 en Irlanda.

## Lista de canciones
Sencillo de 7"
1. "The Lovecats" – 3:33
2. "Speak My Language" – 2:39

Sencillo de 12"
1. "The Lovecats" (extended) – 4:37
2. "Speak My Language" – 2:39
3. "Mr. Pink Eyes" – 2:45

## Posicionamiento en listas
| Lista (1983–1984)                     | Máxima posición |
| ------------------------------------- | --------------- |
| Australia (Kent Music Report)         | 6               |
| Estados Unidos (Hot Dance Club Songs) | 52              |
| Irlanda (IRMA)                        | 15              |
| Nueva Zelanda (Recorded Music NZ)     | 23              |
| Reino Unido (UK Singles Chart)        | 7               |

## Músicos
- Robert Smith
- Laurence Tolhurst
- Phil Thornalley
- Andy Anderson

## Otras versiones
- "The Lovecats" fue versionada en 2008 por los músicos indies Tanya Donelly y Dylan in the Movies, en el álbum tributo titulado Just Like Heaven (A Tribute To The Cure) editado por American Laundromat Records.[8]
- Luke Doucet And The White Falcon también realizó una versión de "The Lovecats" para su álbum Blood's Too Rich.[9]